# Золотое перо России
Золото́е перо́ Росси́и — ежегодная премия Союза журналистов России. 
Цель конкурса заключается в выявлении, поддержке и поощрении талантливых и даровитых людей в области литературного творчества и  поддерживающих русскую литературу и язык.
Вручается как отдельным авторам, так и авторским коллективам по 15 номинациям.

## Номинации
- Лучшая журналистская радиопрограмма;
- Лучшая телевизионная информационная программа;
- Лучший телевизионный репортаж;
- Лучшая телевизионная публицистическая/документальная программа;
- Лучшая работа в сфере культуры (печатные СМИ, Интернет, телевидение, радио);
- Лучшая публицистическая работа (печатные СМИ, Интернет);
- Лучшая фоторабота;
- Медиапроект года;
- «Перспектива года»;
- Лучший аналитический материал/программа (печатные СМИ, Интернет, телевидение, радио);
- Лучшее журналистское расследование (печатные СМИ, Интернет, телевидение, радио);
- Лучшая работа в сфере деловой журналистики (печатные СМИ, Интернет, телевидение, радио);
- Лучшая работа в спортивной журналистике (печатные СМИ, Интернет, телевидение, радио);
- За вклад в развитие журналистики;
- Гран-при («журналист года»).

## Оценки
Председатель Союза журналистов России Всеволод Богданов: «В первую очередь мы отмечаем мастерство, талант, верность честной журналистике номинантов. Это большое событие, так как такую награду можно получить раз в жизни».

## Интересные факты
В 2013 году Михаил Ходорковский, не являясь штатным сотрудником, был выдвинут редакцией «Новой газеты» на соискание премии за то, что на протяжении года «не прекращал сотрудничества с изданием, несмотря на трудности, сопряженные с передачей материалов из сегежской колонии», поскольку в период с 2012 по 2013 год издание самостоятельно опубликовало шесть его статей, среди которых «Между империей и национальным государством», «Об Алексее Навальном», «Письмо узникам Болотной». А главный редактор газеты Дмитрий Муратов вдобавок отметил публикации Ходорковского в журнале The New Times и газете «Ведомости».